# Chlum (Přestavlky u Čerčan)
Chlum je osada, část obce Přestavlky u Čerčan v okrese Benešov. Leží 1 km jihozápadně od Přestavlk v katastrálním území Přestavlky u Čerčan v Benešovské pahorkatině. Jako evidenční část obce vznikla k 19. květnu 2020 na základě rozhodnutí zastupitelstva obce Přestavlky u Čerčan, které v lednu 2020 schválilo zřízení nové části obce z důvodu odstranění předchozích chyb úřadů, které v urbanisticky souvislém území přidělovaly sousedním stavbám čísla evidenční ze dvou různých částí obce.
Chlum je tvořen dvěma skupinami rekreačních objektů. Menší z nich se nachází u rybníka na Čerčanském potoce, větší potom na nedalekém severovýchodním svahu Čerčanského chlumu. V roce 2020 se zde nacházelo 19 rekreačních objektů.

## Další fotografie

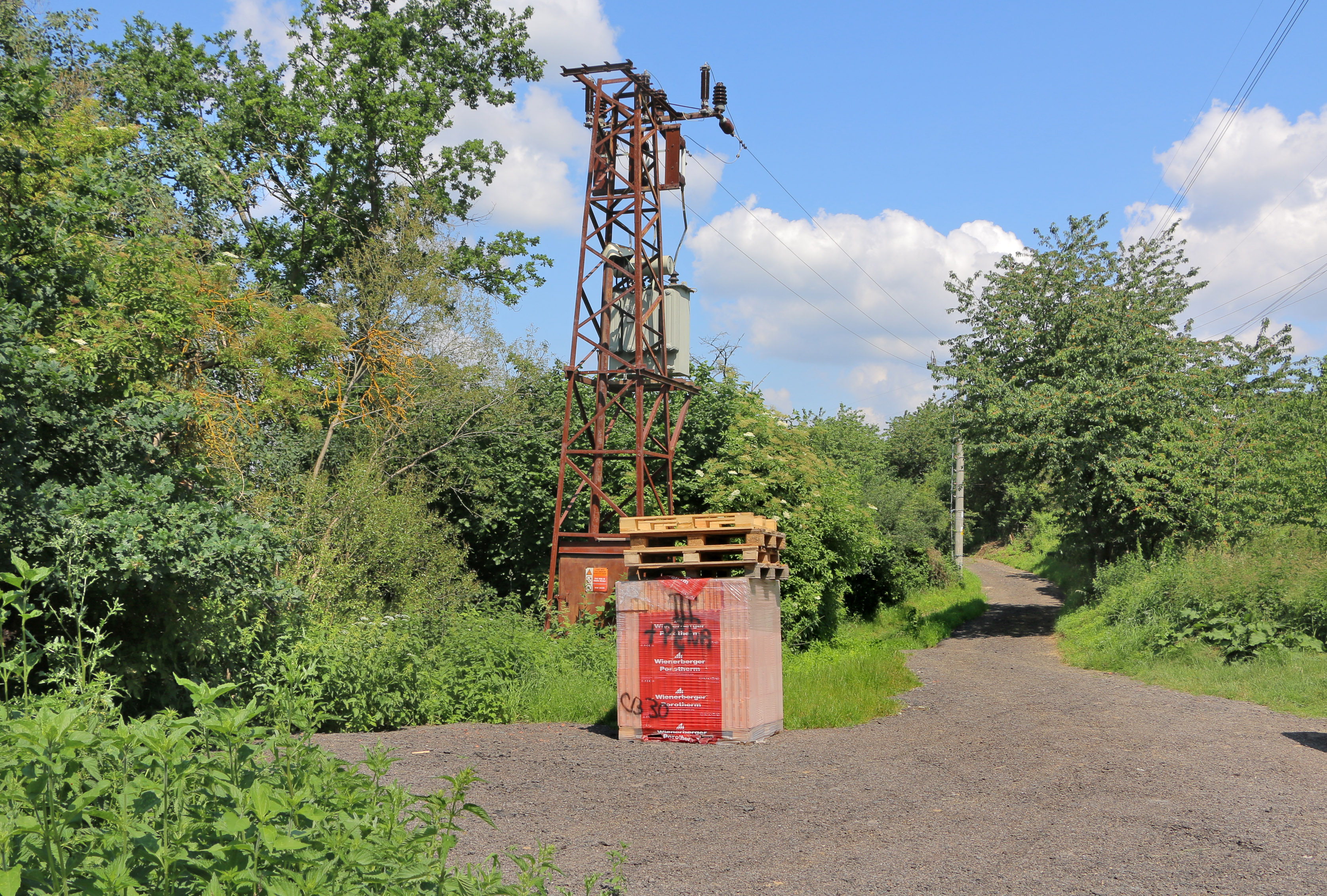
Transformátor na východě
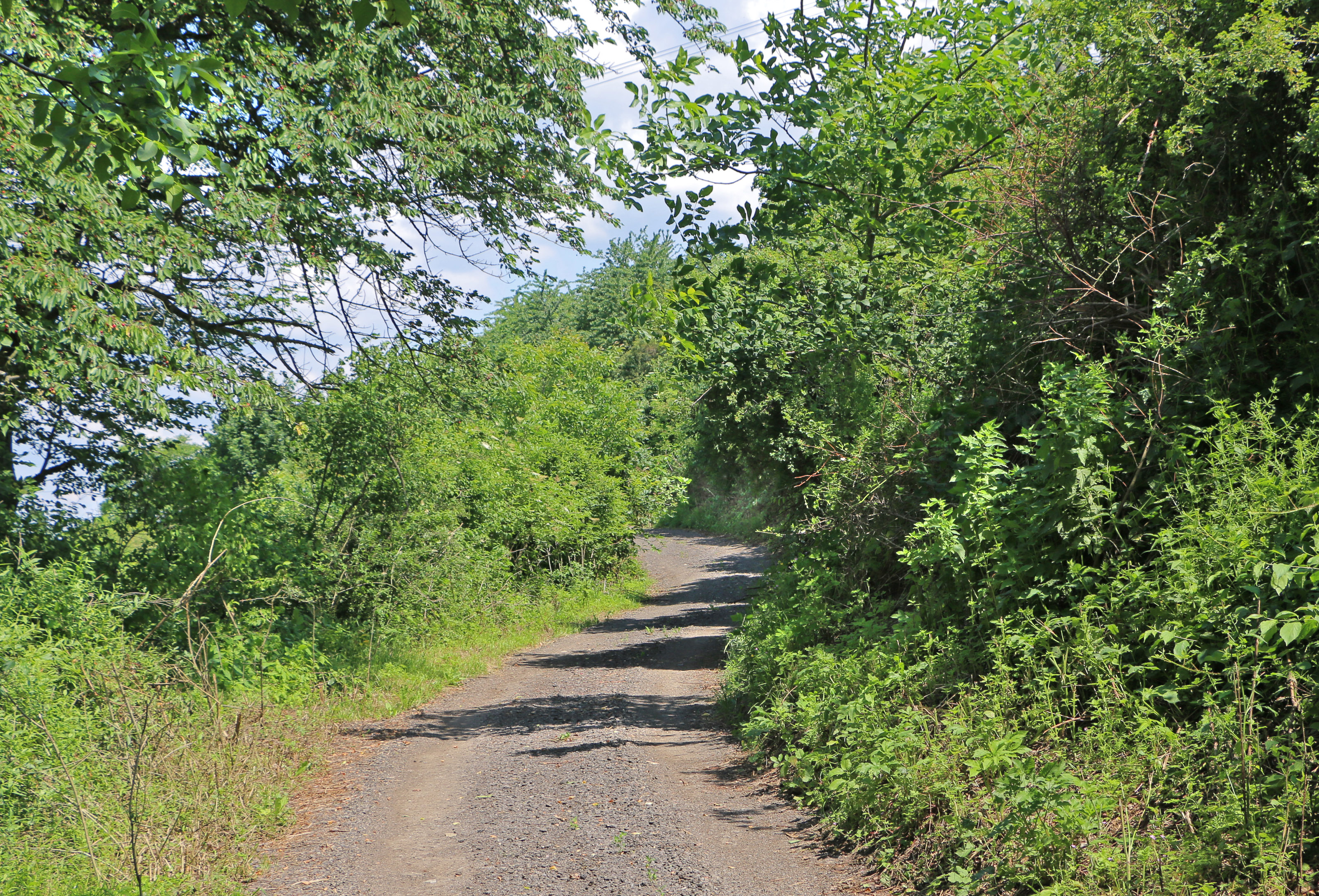
Cesta k osadě z Přestavlk